# Cartan-Kriterium
Das auf Élie Cartan zurückgehende Cartan-Kriterium ist ein mathematischer Satz aus der Theorie der Lie-Algebren, der ein  Kriterium für die Auflösbarkeit einer Lie-Algebra darstellt. Das sich daraus ergebende Kriterium für Halbeinfachheit wird oft ebenfalls Cartan-Kriterium genannt. Manche Autoren sprechen daher genauer vom Cartan-Kriterium für Auflösbarkeit und vom Cartan-Kriterium für Halbeinfachheit.

## Definitionen
Für einen endlichdimensionalen Vektorraum {\displaystyle V} bezeichne {\displaystyle \mathrm {Spur} (x)} die Spur des Endomorphismus {\displaystyle x} auf {\displaystyle V} und {\displaystyle {\mathfrak {gl}}(V)} die allgemeine lineare Lie-Algebra über {\displaystyle V}, das ist die Lie-Algebra aller Endomorphismen mit der Kommutatorklammer.
Für eine Lie-Algebra {\displaystyle L} bezeichne {\displaystyle L^{(1)}:=[L,L]} die von allen Kommutatoren {\displaystyle [x,y],\,x,y\in L} erzeugte Lie-Unteralgebra von {\displaystyle L}. Das kann man iterieren, indem man {\displaystyle L^{(n+1)}:=[L^{(n)},L^{(n)}]} definiert. Eine Lie-Algebra {\displaystyle L} heißt auflösbar, falls es ein {\displaystyle n\in \mathbb {N} } mit {\displaystyle L^{(n)}=\{0\}} gibt. Schließlich sei {\displaystyle \mathrm {ad} :L\rightarrow {\mathfrak {gl}}(L)} die adjungierte Darstellung, die jedes {\displaystyle x\in L} auf den Endomorphismus {\displaystyle \mathrm {ad} \,x:L\rightarrow L,\,y\mapsto [x,y]} abbildet.

## Cartan-Kriterium für Auflösbarkeit
Es seien {\displaystyle V} ein endlichdimensionaler Vektorraum über einem Körper der Charakteristik 0 und {\displaystyle L} eine Lie-Unteralgebra von {\displaystyle {\mathfrak {gl}}(V)}.
Dann sind folgende Aussagen äquivalent:
- {\displaystyle L} ist auflösbar.
- {\displaystyle \mathrm {Spur} (xy)=0} für alle {\displaystyle x\in [L,L]} und {\displaystyle y\in L}.

## Korollar zum Satz
Für eine endlichdimensionale Lie-Algebra {\displaystyle L} über einem Körper der Charakteristik 0 sind folgende Aussagen äquivalent:
- {\displaystyle L} ist auflösbar.
- {\displaystyle \mathrm {Spur} ((\mathrm {ad} \,x)(\mathrm {ad} \,y))=0} für alle {\displaystyle x\in [L,L]} und {\displaystyle y\in L}.

Ist nämlich {\displaystyle L} auflösbar, so auch das homomorphe Bild {\displaystyle \mathrm {ad} (L)} und wegen {\displaystyle \mathrm {ad} ([L,L])=[\mathrm {ad} (L),\mathrm {ad} (L)]} folgt die genannte Bedingung aus obigem Satz. 
Ist umgekehrt die Bedingung erfüllt, so folgt aus obigem Satz, dass {\displaystyle \mathrm {ad} (L)\subset {\mathfrak {gl}}(L)} auflösbar ist. Da der Kern der adjungierten Darstellung das Zentrum der Lie-Algebra ist und dieses als abelsche Lie-Algebra trivialer Weise auflösbar ist, folgt insgesamt die Auflösbarkeit von {\displaystyle L}.
Verwendet man die Definition der Killing-Form {\displaystyle \kappa (x,y):=\mathrm {Spur} ((\mathrm {ad} \,x)(\mathrm {ad} \,y))}, so kann die Bedingung in obigem Korollar auch kurz als {\displaystyle \kappa ([L,L],L)=0} geschrieben werden.

## Cartan-Kriterium für Halbeinfachheit
Für eine endlichdimensionale Lie-Algebra {\displaystyle L} über einem Körper der Charakteristik 0 sind folgende Aussagen äquivalent:
- {\displaystyle L} ist halbeinfach.
- Die Killing-Form auf {\displaystyle L} ist nicht-ausgeartet.

## Bemerkungen
Das oben vorgestellte Cartan-Kriterium für Auflösbarkeit wird dazu verwendet, das ebenfalls auf Cartan zurückgehende Kriterium für Halbeinfachheit zu beweisen, es wird aber nicht von allen Autoren so bezeichnet.
Die unten genannten Lehrbücher von Humphreys oder Hilgert-Neeb nennen das Kriterium für Auflösbarkeit einfach das Cartan-Kriterium und schreiben das Halbeinfachheitskriterium nicht ausdrücklich Cartan zu, während beispielsweise die Autoren Sagle-Walde oder Knapp die hier vorgestellten Satzbezeichnungen verwenden.
Die Kriterien gelten nicht im Falle positiver Charakteristik des Grundkörpers. Ist {\displaystyle K=\mathbb {Z} /p\mathbb {Z} } für eine Primzahl {\displaystyle p\geq 5} und {\displaystyle W} die Witt-Algebra {\displaystyle K^{p}} mit kanonischer Basis {\displaystyle e_{n},n\in K} und Produkt {\displaystyle [e_{i},e_{j}]:=(i-j)e_{i+j},\,i,j\in K}, so ist {\displaystyle W} eine einfache Lie-Algebra, deren Killing-Form 0 ist.
Damit ist {\displaystyle W} für beide Kriterien ein Gegenbeispiel: Wäre das Cartan-Kriterium für Auflösbarkeit hier richtig, wäre die Bedingung wegen des Verschwindens der Killing-Form trivialer Weise erfüllt und die Algebra müsste auflösbar sein, sie ist aber einfach. Wäre das Cartan-Kriterium für Halbeinfachheit hier gültig, so müsste die Killing-Form der einfachen und somit halbeinfachen Algebra {\displaystyle W} nicht-degeneriert sein, sie verschwindet aber identisch.